# 山西瓦韦
山西瓦韦（学名：Lepisorus shansiensis）为水龙骨科瓦韦属下的一个种。

## 扩展阅读
- 維基物種上的相關：山西瓦韦